# Pszczyna (gmina)
Pszczyna est une gmina mixte du powiat de Pszczyna, Silésie, dans le sud de Pologne. Son siège est la ville de Pszczyna, qui se situe environ 30 km au sud de la capitale régionale Katowice.
La gmina couvre une superficie de 174,01 km2 pour une population de 49 887 habitants.

## Géographie
Outre la ville de Pszczyna, la gmina inclut les villages de Brzeźce, Ćwiklice, Czarków, Jankowice, Łąka, Piasek, Poręba, Rudołtowice, Studzienice, Studzionka, Wisła Mała et Wisła Wielka.
La gmina borde les gminy de Bestwina, Bojszowy, Czechowice-Dziedzice, Goczałkowice-Zdrój, Kobiór, Miedźna, Pawłowice, Strumień et Suszec.